# Гартмашевка
Гартмашевка (на руски: Гартмашевка) е село към станция в Кантемировски район на Воронежка област на Русия.
Влиза в състава на селището от градски тип Кантемировка.

## География

### Улици
- ул. Вокзальная,
- ул. Дачная,
- ул. Полевая.